# Killer Bash - Vendetta di sangue
Killer Bash - Vendetta di sangue (Killer Bash) è un film horror del 2005, diretto da David DeCoteau.

## Trama
Trent'anni fa, Robert Hyde, un emarginato studente universitario, viene ucciso da una confraternita formata da cinque ragazzi che si faceva chiamare "Delta Boys".
Da allora, il suo spirito si aggira per il campus cercando l'occasione per vendicarsi. Una generazione è ormai passata, e i figli dei suoi cinque assassini sono i ragazzi più in vista del campus - e Robert ha un piano perfetto per ucciderli tutti.
Dopo essersi impossessato del corpo di Becky Jekyll, una ragazza emarginata del campus, la trasforma in una bellissima ragazza, che, in virtù del suo nuovo aspetto riesce finalmente ad integrarsi nel campus, dalla quale da molto tempo era stata esclusa.
Becky non riesce a capire cosa stia succedendo al suo corpo, ma adora la sua nuova ed improvvisa popolarità. Però le complicazioni non tardano ad arrivare, infatti quando i suoi nuovi poteri cominciano a uccidere ad uno ad uno tutti i ragazzi della Delta, lei rischia di impazzire.